# Puchar Challenge siatkarek
Puchar Challenge siatkarek (ang. Challenge Cup Women) – międzynarodowe, klubowe rozgrywki siatkarskie, utworzone z inicjatywy Europejskiej Konfederacji Piłki Siatkowej (CEV) w 2006 i regularnie prowadzone przez tę organizację od sezonu 2007/2008 w ramach europejskich pucharów, przeznaczone dla żeńskich drużyn klubowych zajmujących czołowe miejsca w europejskich ligach krajowych, które nie zostały zakwalifikowane do Ligi Mistrzyń oraz Pucharu CEV.

## Historia
W 2006 władze Europejskiej Konfederacji Piłki Siatkowej podjęły decyzję o gruntownym zreformowaniu – od sezonu 2007/2008 – wszystkich rozgrywek europejskich pucharów. Zmiany polegały na likwidacji Pucharu Top Teams, który został zastąpiony przez "odnowiony" Puchar CEV, zaś w miejsce "starego" Pucharu CEV powołano zupełnie nowe rozgrywki, nadając im nazwę Pucharu Challenge. Stanowią one trzecie w hierarchii zmagania europucharów, pozostając uzupełnieniem dla dwóch ważniejszych. Terminarz pierwszej edycji ogłoszono 15 maja 2007, sporządzenie "drabinki pucharowej" i losowanie poszczególnych par odbyło się 30 czerwca 2007 w Luksemburgu, natomiast boje sportowe zainaugurowano w dniach 24 i 25 listopada 2007, gdy odbyły się pierwsze mecze 2 rundy (1 rundę przeprowadzono wyłącznie dla mężczyzn).
Zgodnie z regulaminem do zmagań o prymat w sezonie 2007/2008 dopuszczono 32 zespoły, ostatecznie jednak do rozgrywek przystąpiło 30 drużyn. Na podstawie – ogłoszonego 16 maja 2007 – klubowego rankingu krajowych związków piłki siatkowej liczba miejsc dla przedstawicieli każdej z nich kształtuje się następująco:
| Miejsce federacji w Rankingu CEV przed danym sezonem | Liczba zespołów do wystawienia w Pucharze Challenge |
| od 1 do 5                                            | 1                                                   |
| od 6 do 19                                           | 2                                                   |
| od 20 do 23                                          | 3                                                   |
| od 24                                                | 2                                                   |

## System rozgrywek
W danej edycji Pucharu Challenge udział biorą 32 europejskie żeńskie kluby siatkarskie zestawione poprzez losowanie w 16 par tworzących 2 rundę (wobec braku zainteresowania ze strony federacji zrezygnowano z przeprowadzania – początkowo planowanej – 1 rundy). Rywalizacja w każdej z nich toczy się systemem pucharowym, tj. w formie dwumeczu (spotkanie "u siebie" i "na wyjeździe"), po którym lepszy kwalifikuje się do kolejnej fazy. O awansie decyduje liczba zwycięstw jednego z zespołów (2 wygrane = przejście do kolejnej fazy zmagań). Natomiast w przypadku remisu (1 zwycięstwo i 1 porażka), w drugim ze spotkań zostaje rozegrany tzw. złoty set (do 15 punktów), a jego triumfatorka przechodzi na następnej rundy (przegrane odpadają, kończąc tym samym zmagania w danym sezonie). W przypadku, gdy któraś z federacji nie obsadzi przysługującego jej miejsca 2 rundy, wylosowany dla niezgłoszonego klubu rywal automatycznie przechodzi dalej (identyczna zasada obowiązuje w przypadku wycofania się ekipy na dowolnym szczeblu "pucharowej drabinki"). Trzy kolejne tury Pucharu Challenge (3 runda, 1/8 finału i ćwierćfinały) toczone są na identycznych zasadach, jednak w 3 rundzie do 16 zwyciężczyń par 2 rundy dołączonych zostaje 16 przegranych 1/16 finału Pucharu CEV. Czwórka triumfatorek dwumeczów ćwierćfinałowych uzyskuje promocję do turnieju Final Four, odbywającego się w hali jednej z uczestniczek. Przed jej rozpoczęciem metodą losowania wyłaniane są obydwie pary połfinałowe, które rozgrywają ze sobą po jednym spotkaniu, zaś ich zwyciężczynie awansują do pojedynku finałowego. Jego triumfatorki zostają zwyciężczyniami danej edycji Pucharu Challenge.

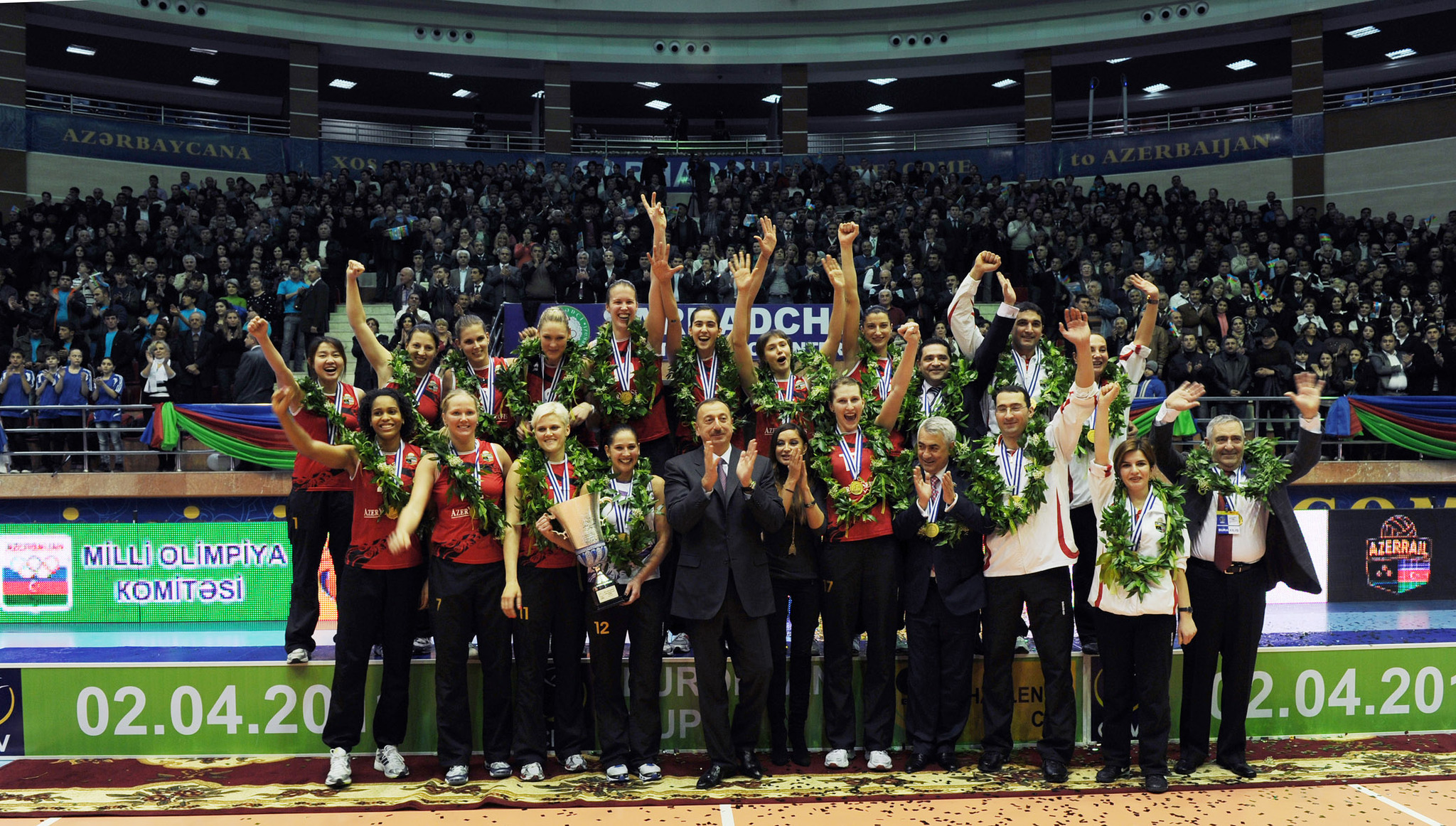
Azərreyl Baku zwycięzcą Pucharu Challenge w sezonie 2010/2011

| Faza rozgrywek            | Liczba zespołów | Uwagi                                                                    |
| 1 runda                   | 64              | ze względu na małą liczbę zgłoszeń nie przeprowadzono                    |
| 2 runda                   | 32              | -                                                                        |
| 3 runda                   | 32              | 16 zwyciężczyń 2 rundy + 16 przegranych 1/16 finału Pucharu CEV          |
| 1/8 finału                | 16              | 16 zwyciężczyń 3 rundy                                                   |
| 1/4 finału (ćwierćfinały) | 8               | 8 zwyciężczyń 1/8 finału                                                 |
| Turniej Final Four        | 4               | 4 zwyciężczynie 1/4 finału 2 pary 1/2 finału (po 1 meczu) finał (1 mecz) |

## Triumfatorki
| Edycja                     | Miejsce                                                      | 1. miejsce                                                   | 2. miejsce                                                   | 3. miejsce                                                   |                                                              |
| Puchar CEV siatkarek       | Puchar CEV siatkarek                                         | Puchar CEV siatkarek                                         | Puchar CEV siatkarek                                         | Puchar CEV siatkarek                                         |                                                              |
| -------------------------- | ------------------------------------------------------------ | ------------------------------------------------------------ | ------------------------------------------------------------ | ------------------------------------------------------------ | ------------------------------------------------------------ |
| 1980/1981                  | Lohhof                                                       | SV Lohhof                                                    | Mobili Cesena                                                | 1. VC Wiesbaden                                              |                                                              |
| 1981/1982                  | Rheine                                                       | USC Münster                                                  | Lions Baby Ancona                                            | Ubbink/Orion Doetinchem                                      |                                                              |
| 1982/1983                  | Feuerbach                                                    | CJD Feuerbach                                                | Pallavolo Cesena                                             | TG Rüsselsheim                                               |                                                              |
| 1983/1984                  | Feuerbach                                                    | Victoria Village Bari                                        | Vic Modena                                                   | CJD Feuerbach                                                |                                                              |
| 1984/1985                  | Augsburg                                                     | Viktoria Augsburg                                            | Victoria Village Bari                                        | Aqua Lynx Parma                                              |                                                              |
| 1985/1986                  | Reggio Emilia                                                | Nelsen Reggio Emilia                                         | CJD Feuerbach                                                | Crvena zvezda Belgrad                                        |                                                              |
| 1986/1987                  | Ancona                                                       | CIV Modena                                                   | USC Münster                                                  | Yoghi Ancona                                                 |                                                              |
| 1987/1988                  | Ankara                                                       | Yoghi Ancona                                                 | Braglia Reggio Emilia                                        | Emlakbank Ankara                                             |                                                              |
| 1988/1989                  | Bursa                                                        | Braglia Reggio Emilia                                        | Slavia Praga                                                 | 1. VC Schwerte                                               |                                                              |
| 1989/1990                  | Izmir                                                        | Orbita Zaporoże                                              | SV Lohhof                                                    | Rapid Bukareszt                                              |                                                              |
| 1990/1991                  | Bursa                                                        | Pescopagano Matera                                           | Braglia Cucine Reggio Emilia                                 | VakıfBank Ankara                                             |                                                              |
| 1991/1992                  | Modena                                                       | Calia Salotti Matera                                         | Isola Verde Modena                                           | VakıfBank Ankara                                             |                                                              |
| 1992/1993                  | Stambuł                                                      | Colli Aniene Roma                                            | Eczacıbaşı Stambuł                                           | Yunesis Jekaterynburg                                        |                                                              |
| 1993/1994                  | Münster                                                      | USC Münster                                                  | Impresa Guadagani Agrigento                                  | Iskra Ługańsk                                                |                                                              |
| 1994/1995                  | Villebon                                                     | Ecoclear Sumirago                                            | Orbita Zaporoże                                              | RC Villebon 91                                               |                                                              |
| 1995/1996                  | Ankara                                                       | USC Münster                                                  | Emlakbank Ankara                                             | Rossy Moskwa                                                 |                                                              |
| 1996/1997                  | Rzym                                                         | Alpa Roma                                                    | Romanelli Florencja                                          | Galatasaray Stambuł                                          |                                                              |
| 1997/1998                  | Miluza                                                       | Cermagica Reggio Emilia                                      | Medinex Reggio Calabria                                      | ASPTT Mulhouse                                               |                                                              |
| 1998/1999                  | Neapol                                                       | Centro Ester Neapol                                          | Iskra Ługańsk                                                | Uraltransbank Jekaterynburg                                  |                                                              |
| 1999/2000                  | Reggio Calabria                                              | Medinex Reggio Calabria                                      | Vicenza Volley                                               | Güneş Sigorta SK                                             |                                                              |
| 2000/2001                  | Vicenza                                                      | Cividini Vicenza                                             | Foppapedretti Bergamo                                        | Despar Perugia                                               |                                                              |
| 2001/2002                  | Schio                                                        | Edison Volley Modena                                         | Marine Consulting Ravenna                                    | Proton Bałakowo                                              |                                                              |
| 2002/2003                  | Perugia                                                      | Asystel Volley Novara                                        | Hotel Cantur Las Palmas                                      | Despar Perugia                                               |                                                              |
| 2003/2004                  | Treviglio                                                    | Foppapedretti Bergamo                                        | Monte Schiavo Jesi                                           | Caja de Ávila                                                |                                                              |
| 2004/2005                  | Perugia                                                      | Despar Perugia                                               | Balakovskaia Bałakowo                                        | Monte Schiavo Jesi                                           |                                                              |
| 2005/2006                  | Torino                                                       | Scavolini Pesaro                                             | Bigmat Kerakoll Chieri                                       | Universidad Burgos                                           |                                                              |
| 2006/2007                  | Perugia                                                      | Despar Perugia                                               | Zarieczje Odincowo                                           | Sant'Orsola Asystel Novara                                   |                                                              |
| Puchar Challenge siatkarek |                                                              |                                                              |                                                              |                                                              |                                                              |
| 2007/2008                  | Bursa                                                        | Vakıfbank Güneş Sigorta Stambuł                              | Minetti Infoplus Imola                                       | Dresdner SC                                                  |                                                              |
| 2008/2009                  | Jesi                                                         | Vini Monteschiavo Jesi                                       | Panathinaikos Ateny                                          | Leningradka Petersburg                                       |                                                              |
| 2009/2010                  | Drezno                                                       | Drezno SC                                                    | Asterix Kieldrecht                                           | Galatasaray Stambuł                                          |                                                              |
| 2010/2011                  | Baku                                                         | Azərreyl Baku                                                | Lokomotiv Baku                                               | İqtisadçı Baku Urałoczka Jekaterynburg                       |                                                              |
| 2011/2012                  | Baku                                                         | Lokomotiv Baku                                               | VK Baku                                                      | VDK Gent Dames VfB 91 Suhl                                   |                                                              |
| 2012/2013                  | Krasnodar Piacenza                                           | Dinamo Krasnodar                                             | River Volley Piacenza                                        | LP Salo Aurubis Hamburg                                      |                                                              |
| 2013/2014                  | Odincowo Stambuł                                             | Zarieczje Odincowo                                           | Beşiktaş JK                                                  | Impel Wrocław ASPTT Miluza                                   |                                                              |
| 2014/2015                  | Bursa Jekaterynburg                                          | Bursa BBSK                                                   | Urałoczka Jekaterynburg                                      | Schweriner SC Chimik Jużne                                   |                                                              |
| 2015/2016                  | Bukareszt Trabzon                                            | CSM Bukareszt                                                | Trabzon Idman Ocagi                                          | Bursa BBSK Zarieczje Odincowo                                |                                                              |
| 2016/2017                  | Bursa Pireus                                                 | Bursa BBSK                                                   | Olympiakos Pireus                                            | Schweriner SC Jenisiej Krasnojarsk                           |                                                              |
| 2017/2018                  | Pireus Bursa                                                 | Olympiakos Pireus                                            | Bursa BBSK                                                   | Dinamo Krasnodar Nantes VB                                   |                                                              |
| 2018/2019                  | Aydın Monza                                                  | Saugella Monza                                               | Aydın BBSK                                                   | Voléro Le Cannet GEN-I Volley Nova Gorica                    |                                                              |
| 2019/2020                  | Ze względu na pandemię COVID-19 rozgrywki zostały przerwane. | Ze względu na pandemię COVID-19 rozgrywki zostały przerwane. | Ze względu na pandemię COVID-19 rozgrywki zostały przerwane. | Ze względu na pandemię COVID-19 rozgrywki zostały przerwane. | Ze względu na pandemię COVID-19 rozgrywki zostały przerwane. |
| 2020/2021                  | Blaj Stambuł                                                 | Sistem9 Yeşilyurt Stambuł                                    | CS Volei Alba Blaj                                           | THY Stambuł 1. MCM-Diamant Kaposvári                         |                                                              |
| 2021/2022                  | La Laguna Scandicci                                          | Savino Del Bene Scandicci                                    | Sanaya Libby's La Laguna                                     | Aydın BBSK Tent Obrenovac                                    |                                                              |
| 2022/2023                  | Turyn Timișoara                                              | Reale Mutua Fenera Chieri                                    | CSM Lugoj                                                    | VfB Suhl Thüringen Jedinstvo Stara Pazova                    |                                                              |
| 2023/2024                  | Novara Nantes                                                | Igor Gorgonzola Novara                                       | Neptunes Nantes VB                                           | Nilüfer Belediyespor VC Wiesbaden                            |                                                              |
| 2024/2025                  | Turyn Rzym                                                   | Roma Volley                                                  | Reale Mutua Fenera Chieri                                    | Galatasaray Daikin Stambuł SC Potsdam                        |                                                              |